# HMS Modig (86)
HMS Modig (86) är en bevakningsbåt i svenska marinen av Tapper-klass. HMS Modig avvecklades vid Karlskrona Örlogsbas den 26 augusti 2014. 2016 återinfördes HMS Modig i aktiv tjänst tillhörandes 41.korvettdivisionen på Fjärde sjöstridsflottiljen. 
Under 2017 utrustades fartyget med hydrofonbojar för passiv ubåtsjakt vilket utgör fartygets huvudsakliga sensor och uppgift. Stora likheter i systemprinciperna finns med tidigare utrangerade Hydrofonbojfartyg av Ejdern-klass.